# Emma Linda Palmer Littlejohn
Emma Linda Palmer Littlejohn (1883–1949) fue una feminista, periodista y comentarista de radio australiana.

## Biografía
Palmer nació el 11 de diciembre de 1883 en Double Bay, Sídney. Sus padres fueron Richard Teece y Helena Palmer. Se educó en la escuela Ascham y participó en trabajos filantrópicos como parte de Ascham Old Girls 'Union.

## Carrera profesional
Siendo feminista, lanzó la Liga de Mujeres Votantes en 1928 para apoyar a las candidatas a cargos públicos y presionar por reformas feministas. Fue delegada australiana al congreso de la Alianza Internacional de Mujeres por el Sufragio y la Igualdad de Ciudadanía en Estambul en 1935. Se dirigió a la Asamblea de la Sociedad de Naciones en nombre de Equal Rights International (Ginebra). También fue una defensora de la eugenesia.
Fue miembro del comité de gobierno de la Asociación de guarderías de Sídney y perteneció al Instituto de Periodistas de Nueva Gales del Sur (1933-1941) y al club de Mujeres Profesionales y de Negocios de Sídney. 
Transmitió para British Broadcasting Corporation y para las estaciones de radio 2UW y 2UE en Sídney. También escribió para la revista Australian Women's Weekly.
Tilden Place en el suburbio de Cook en Canberra lleva su nombre en su honor.

## Vida personal
Palmer se casó con Albert Littlejohn el 5 de abril de 1907. Tuvieron cuatro hijos y se divorciaron en 1941. Contrajo nupcias nuevamente en 1942 con Charles Joseph Tilden en Charleston y se instaló en Nueva Jersey; regresaron a Sídney en 1944.
Murió de cáncer en el Scottish Hospital, Paddington, el 21 de marzo de 1949.